# Phare de Sanjika
Le phare de Sanjika est un phare situé proche du port d'Odessa, dans le raïon d'Odessa, en Ukraine, construit en 1921.

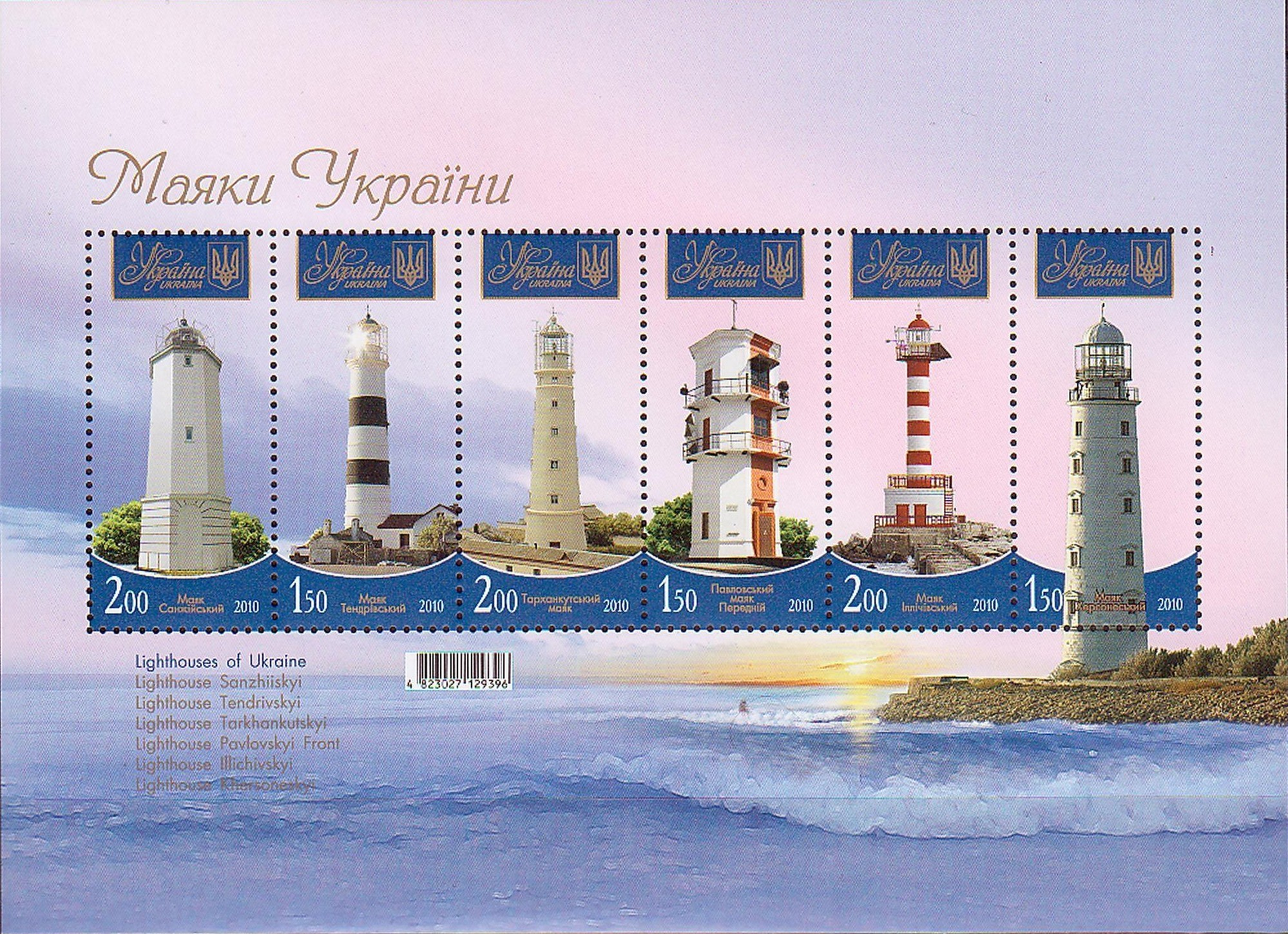
Le premier sur un timbre ukrainien de 2010.